# Renault Vel Satis
Renault Vel Satis este modelul de lux al producătorului francez de automobile Renault.
Modelul VelSatis a fost lansat în 2001, la Salonul Auto de la Geneva (Geneva Motorshow) din 2001, acesta a înlocuit modelul Safrane.
VelSatis are un aspect nonconformist ce aduce mai mult a monovolum și a fost al doilea autoturism din lume care a primit cinci stele la testele EuroNCAP, după Laguna II. Modelul dispunea de mai multe variante de motorizare, astfel:
- un motor turbo de 2,0 litri cu 4 cilindri și 16 valve
- un turbo-diesel de 2,2 litri cu 4 cilindri și 16 valve
- un motor V6 de 3,5 litri cu 24 de valve (împrumutat de la Nissan; motor care este folosit pe modelele Altima, Murano, 350Z, și pe modelele din seria G, M și FX ale producătorului Infiniti)
- un turbo-diesel de 3,0 litri cu 24 valve furnizat de Isuzu